# David Lui
David Lui of Lui Fong 呂方 (Shanghai, 19 januari 1964) (jiaxiang: Jiangsu) is een Chinese zanger, filmacteur en TVB acteur.
In 1983 deed hij mee aan de zangwedstrijd van TVB die voor de tweede keer werd gehouden. Met het lied Wo shi zhongguoren werd hij kampioen op de wedstrijd. Een jaar later won hij weer de eerste prijs, maar toen op de zangwedstrijd van TVB voor opkomende zangers. 
Lui Fongs vriendin is de vier jaar oudere Carol Cheng/DoDo. Ze waren zestien jaar samen. In 2008 gingen ze uit elkaar.

## Filmografie
televisieseries
- Police Cadet '84
- Tai Heung Kong 大香港
- Police Cadet '85
- Chek Keuk Sun Si 赤腳紳士 als Ting Hoi 丁海
- Police Cadet '88
- Ching Ham Tak Kui 情陷特區
- Lo Yau Kwai Kwai 老友鬼鬼 als figurant
- Fan Tau Wai Lung 反斗威龍
- A Kindred Spirit
- Once Upon a Time in Shanghai als Cheung Kwai 祥貴
- Mong Seung Shing Chan 夢想成真 als Bo Ka-Shing 寶家成
- When A Dog Loves A Cat

films
- Yuen Fan Yau Hei 緣份遊戲
- Vampire Vs. Vampire als Ah Fong/Aa Fôong 阿方
- Pok Keuk Tsa Lo 駁腳差佬
- For Tau Fuk Shing 伙頭福星